# Mengenfamilie
Eine Mengenfamilie ist ein Begriff aus der Mengenlehre, einem Teilgebiet der Mathematik. Dabei wird für eine beliebige Indexmenge jedem Element dieser Indexmenge eine Menge zugeordnet. Somit ist eine Mengenfamilie ein Spezialfall einer Familie und enthält wiederum die Mengenfolgen als Spezialfall. Mengenfamilien gehören zu den Grundbegriffen der Mathematik und finden vielseitige Anwendungen, beispielsweise in der Maßtheorie und der Wahrscheinlichkeitstheorie.

## Definition
Eine Mengenfamilie auf der Grundmenge {\displaystyle \Omega } ist eine Abbildung {\displaystyle A} von einer beliebigen Indexmenge {\displaystyle I} in die Potenzmenge {\displaystyle {\mathcal {P}}(\Omega )} der Grundmenge {\displaystyle \Omega }.
{\displaystyle {\begin{matrix}A\colon &I&\to &{\mathcal {P}}(\Omega )\\&i&\mapsto &A_{i},\end{matrix}}}
Jedem Element der Indexmenge {\displaystyle I} wird also eine beliebige Teilmenge der Grundmenge {\displaystyle \Omega } zugeordnet.

## Beispiele
Ein Beispiel einer Mengenfamilie mit abzählbar unendlicher Indexmenge ist die Mengenfolge
{\displaystyle A_{i}:=\{1,\dots ,i^{2}\}}.
Hier sind sowohl die Grundmenge als auch die Indexmenge {\displaystyle \Omega =I=\mathbb {N} }.
Ein Beispiel mit überabzählbarer Indexmenge wäre das Intervall {\displaystyle [0,1]=I} als Indexmenge und die Familie definiert als
{\displaystyle A_{i}=[0,i]}.
Die Obermenge {\displaystyle \Omega } könnte dann beispielsweise das Intervall {\displaystyle [0,1]} oder auch die gesamten reellen Zahlen {\displaystyle \mathbb {R} } sein.
Die Wahl der Indexmenge ist völlig frei. Man kann auch das Einheitsquadrat {\displaystyle I:=[0,1]\times [0,1]\subset \mathbb {R} ^{2}} als Indexmenge wählen und die Familie beispielsweise durch
{\displaystyle A_{i}=[0,x_{1}+x_{2}]} definieren, wobei {\displaystyle i=(x_{1},x_{2})\in I}.
Jedes Element dieser Mengenfamilie ist dann von der Form {\displaystyle [0,p]} für {\displaystyle p\in [0,2]}. Als Obermenge kann man dementsprechend wieder das Intervall {\displaystyle [0,2]} oder die gesamten reellen Zahlen wählen.

## Eigenschaften und Bemerkungen
- Eine Mengenfamilie mit den natürlichen Zahlen als Indexmenge ist eine Mengenfolge.
- Die Indexmenge kann völlig ohne Struktur sein. Dies ist auch der Hauptunterschied zur Mengenfolge: die Mengenfolge hat per Definition eine natürliche Ordnung in der Indexmenge. Dies wird bei der Indexmenge der Mengenfamilie nicht gefordert. Beispielsweise hat das dritte der obigen Beispiele keinerlei natürliche Ordnungsstruktur auf der Indexmenge.
- Im Gegensatz zum Mengensystem kann in einer Mengenfamilie eine Teilmenge der Obermenge beliebig oft vorkommen, aber dann eben mit unterschiedlichem Index.